# Vouhé, Charente-Maritime
Vouhé là một xã trong tỉnh Charente-Maritime trong vùng Nouvelle-Aquitaine, tây nam nước Pháp. Xã Vouhé, Charente-Maritime nằm ở khu vực có độ cao trung bình 24 mét trên mực nước biển.